# Suruceni, Ialoveni
Suruceni este un sat din raionul Ialoveni, Republica Moldova.
Satul Suruceni are o suprafața de circa 1.56 km2, cu un perimetru de 7.83 km. Localitatea se afla la distanta de 12 km de orașul Ialoveni si la 25 km de Chișinău. Satul Suruceni a fost menționat documentar în anul 1528.

## Nume
Denumirea satului are la rădăcină cuvântul „surici”, ceea ce, conform cercetătorilor, însemna în limba cotropitorilor turci din evul mediu „pădure”, ori „ocrotitor al pădurii”.

## Istorie
Prima mențiune documentară ale satului datează cu anul 1528:
„Din mila lui dumnezeu, noi Petru voievod, domn al Țării Moldovei. Facem cunoscut cu acesta carte a noastră tuturor celor ce o vor vedea sau o vor auzi citindu-se, ca au venit înaintea noastră și înaintea boierilor moldoveni sluga noastră Luca Siurici cu surorile lui, Vama și Panca, de bună voia lor, nesiliți de nimeni, nici asupriți și au schimbat între dânșii ocinele și dedinele lor drepte, un sat pe Siurici, anume Siuriciani și o fântână ce este pe Siurici, la obârșia văii.

...

Deci noi, văzând tocmeala lor de bună voie și bună împărțeală și noi deasemenea și dela noi am dat și am întărit slugii noastre Luca Siurici, această mai susscrisă a treia parte de sat din Siuriciani de pe Siurici, partea de sus și a treia parte din fântâna de pe Siurici la obârșia văii, partea de jos, ca să-i fie dela noi uric cu tot venitul, lui și copiilor lui și nepoților lui și strănepoților lui ți răstrănepoților lui și întregului lui neam, cine li se va alege cel mai apropiat, neclintit niciodată, în veci.

...

A scris Dumitru Popovici la Vaslui, în anul 7036 <1528> luna Martie 17.”

## Populația
Conform datelor recensământului din anul 2004, populația satului constituia 2.791 de oameni, dintre care 50.20% - bărbați și 49.80% - femei. În satul Suruceni au fost înregistrate 855 de gospodării casnice la recensământul din anul 2004, iar mărimea medie a unei gospodării era de 3.2 persoane.

### Structura etnică
Structura etnică a localității conform recensământului populației din 2004:
| Grup etnic                                               | Populație | % Procentaj  |
| -------------------------------------------------------- | --------- | ------------ |
| Băștinași declarați Moldoveni Băștinași declarați Români | 2.560 67  | 91,72% 2,40% |
| Țigani                                                   | 66        | 2,36%        |
| Ucraineni                                                | 38        | 1,36%        |
| Ruși                                                     | 37        | 1,33%        |
| Găgăuzi                                                  | 7         | 0,25%        |
| Bulgari                                                  | 6         | 0,21%        |
| Alții                                                    | 10        |              |
| Total                                                    | 2.791     | 100%         |

## Administrație și politică
Componența Consiliului local Suruceni (13 consilieri), ales la 5 noiembrie 2023, este următoarea:
|  | Partid                                       | Consilieri | Componență | Componență | Componență | Componență | Componență | Componență | Componență |
|  | -------------------------------------------- | ---------- | ---------- | ---------- | ---------- | ---------- | ---------- | ---------- | ---------- |
|  | Partidul Acțiune și Solidaritate             | 7          |            |            |            |            |            |            |            |
|  | Liga Orașelor și Comunelor                   | 3          |            |            |            |            |            |            |            |
|  | Partidul Liberal Democrat din Moldova        | 2          |            |            |            |            |            |            |            |
|  | Partidul Socialiștilor din Republica Moldova | 1          |            |            |            |            |            |            |            |

## Atracții turistice

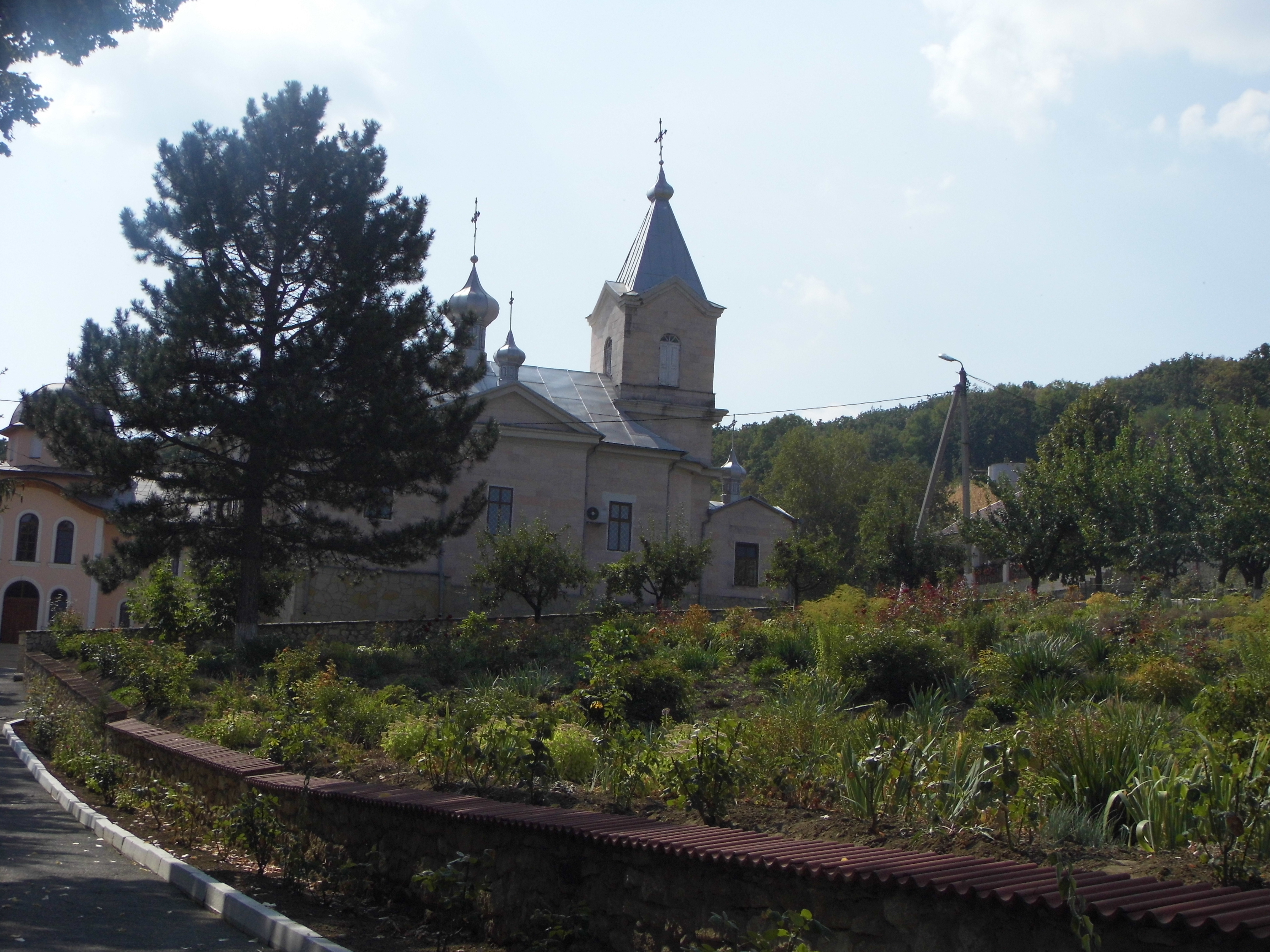
Mănăstirea

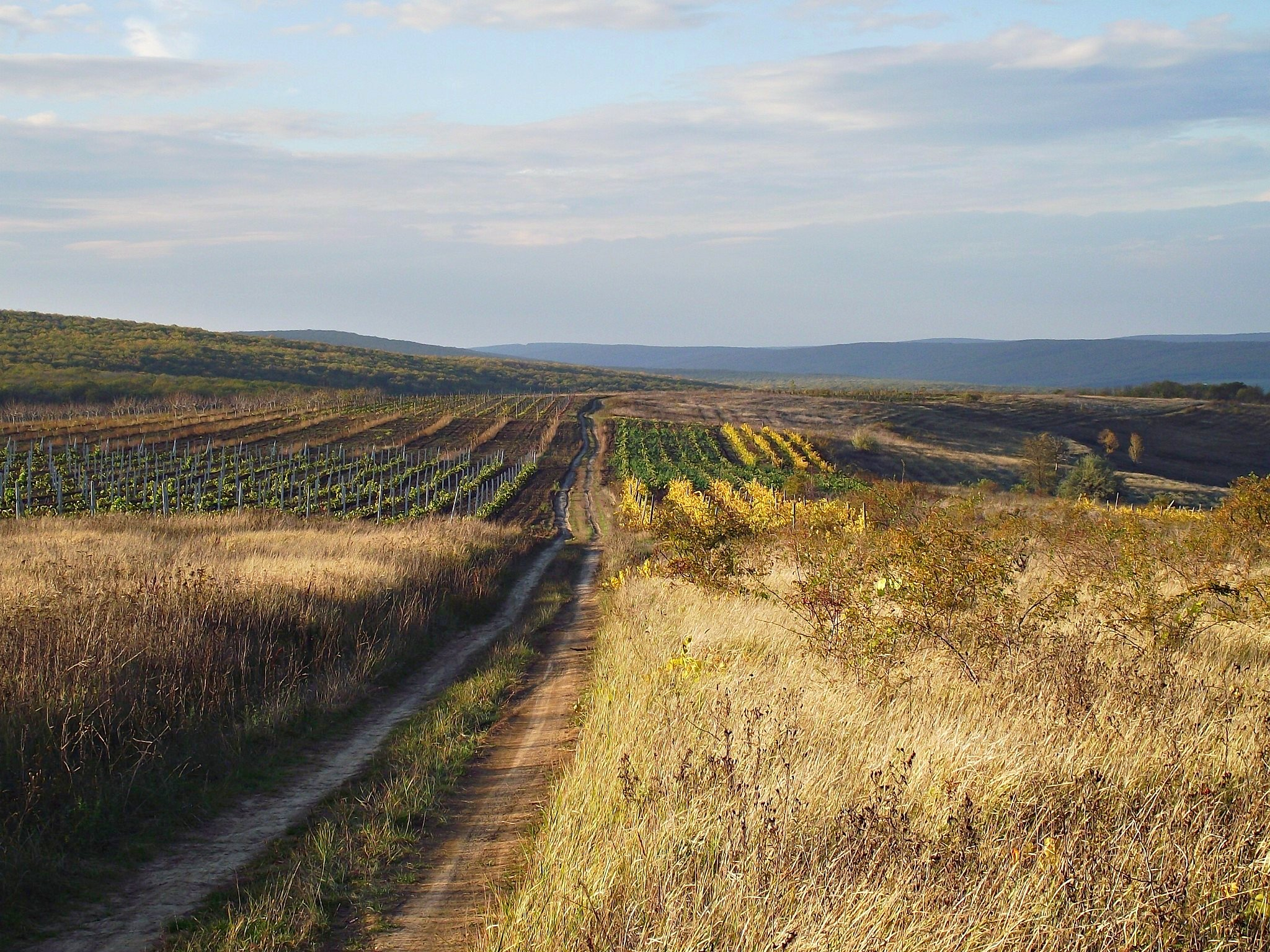
Peisaj la margine de sat

Mănăstirea Suruceni a fost fondată în anul 1785 și restituită credincioșilor în anul 1991. Este situată la 25 de km de Chișinău, la marginea satului Suruceni. Istoria mănăstirii datează din anul 1785, de atunci când călugărul Iosif și-a făcut un schit mic. De asemenea, el a construit aici în anul 1794 o biserica din lemn cu ajutorul boierului Casian Suruceanu din localitate, care a donat mănăstirii o parte din pământurile sale. În perioada din 1825-1832 în locul bisericii de lemn a fost construită o biserică din piatră cu hramul Sf. Gheorghe.
În anul 1959, mănăstirea a fost închisă, majoritatea călugărilor au plecat la mănăstirea Noul Neamț. Mănăstirea a fost transformată într-un spital pentru reabilitarea celor dependenți de droguri. Biserica de iarna Sf. Nicolae a fost transformată într-un depozit, iar cea de vară – într-un club. Din cauza unui tratament barbar biserica de iarnă a ajuns într-o stare deplorabilă, a mucegăit, iar la începutul anilor 2000 a fost demolată cu tot cu fundament. În prezent, mănăstirea este complet restaurată. Pe lîngă mănăstire funcționează Școala Profesională Bisericească, Seminarul Teologic Liceal de Fete „Regina Maria” și secția de producere a lumânărilor. În prezent, este o mănăstire de maici.
Trebuie să menționăm, că biserica acestei mănăstiri este unica din Moldova căptușită cu tuf armean roz, ceea ce îi conferă o deosebita eleganță și originalitate.

## Personalități născute aici
- Vasile Chiriac (1955 - 2021), doctor în științe tehnice în domeniul geodeziei.
- Ion Suruceanu (1968 - prezent), cântăreț și fost parlamentar.